# 靜岡縣立藤枝西高等學校
34°52′02″N 138°16′19″E / 34.867333°N 138.271833°E
靜岡縣立藤枝西高等學校位在日本靜岡縣藤枝市城南二丁目，是一間由靜岡縣設立的高等學校。

## 概要
從前是女子學校，之後隨著校址遷移一併改為男女共學，實施此制度後人氣確實上升，有拉下大井川高校的趨勢，成為志太榛原地區第四至第五志願之間。
另外，2000年校地轉移後，藤枝西高等學校反而與原來相反，位於藤枝東高等學校的東方。

## 設置學科
- 全日制課程:普通科

## 沿革
- 1918年 - 組合立志太實科高等女學校開校。
- 1919年 - 改稱志太郡立志太高等女學校，而於同年再度改名為靜岡縣志太高等女學校。
- 1921年 - 制定校歌。
- 1922年 - 改稱靜岡縣立藤枝高等女學校。
- 1933年 - 制定校規。
- 1948年 - 改稱靜岡縣立藤枝高等學校。
- 1949年 - 與靜岡縣立志太高等學校合併，改稱靜岡縣立藤枝高等學校。舊藤枝高等學校的校舍，則作為西教場使用。
- 1952年 - 靜岡縣立藤枝高等學校的東西教場分離獨立，西教場成為靜岡縣立藤枝西高等學校（女子學校），而東教場則為現在的靜岡縣立藤枝東高等學校。
- 2000年 - 搬遷至現在的校址、改為男女共學，並制定新校歌。

## 學區
屬於靜岡縣第7學區(志榛)。

## 著名出身人物
- 金村惠子（女演員）
- 柴田龍史（競輪選手）
- 志村なるみ（ABC Cooking Studio前代表取締役社長）
- 關森溫子（聲楽家）
- 南かなこ（演歌歌手）
- 松野彩瑛子（主播）

## 外部連結
- 靜岡縣立藤枝西高等學校網站 （页面存档备份，存于）

1. ↑  http://www.pref.shizuoka.jp/kyouiku/meibo/20120809.html; 检索日期: 2020年1月26日.